# Gudrum 2.
Gudrum 2. eller Guthrum var, ifølge nogle rekonstruktioner, en konge af East Anglia i begyndelsen af 900-tallet. 
Han bør ikke forveksles med den tidligere, og bedre kendt, Gudrum, der kæmpede mod Alfred den Store.
Den eneste vikingehersker i kongeriget East Anglia som med sikkerhed har eksisteret er den tidligere Gudrum. Han blev døbt og tog navnet Æthelstan, og døde i 890 efter at have hersket over East Anglia i over 10 år.
Indtil Gudrums død kunne mønter fra East Anglia bruges som indikation af konger over kongeriget. Efter kong Æthelberht 2. af East Anglia blev dræbt i 794, bliver der kun navngivet to konger — Edmund, bedre kendt som Edmund Martyren, og Gudrum — i næsten samtidige kilder, mens alle andre kun kendes fra numismatiske kilder i form at mønter. Dette slutter med Gudrums død, da senere East Anglianske mønter ikke har navnet på kongen kongen der har udstedt mønten, men i stedet har kong Edmunds navn.
Man mener at Eohric var konge af East Anglia, men starten på hans regeringstid kan ikke fastsættes. Han blev dræbt i 902 under slaget ved the Holme sammen med Æthelwold af Wessex i kamp mod Æthewolds fætter kong Edvard den Ældre. East Anglia-kongerne er oplistet i den Angelsaksiske Krønike, og det beskrives at de underskriver en fredsaftale med Edvard i 906 og underkaster sig Edvard i 917, men der bliver ikke nævnt nogle navne.